# TA12
| n · xt · t · D40 | pA | i | t · n · ra |

| n · xt · t · D40 | pA | i | t · n · ra |

TA12 (Tomb of Amarna 12) è la sigla che identifica una delle Tombe dei nobili ubicate nell'area dell'antica Akhetaton, oggi nota come Amarna, capitale voluta e costruita dal faraone Amenhotep IV/Akhenaton della XVIII dinastia. La città venne abbandonata circa 30 anni dopo la sua fondazione; le tombe vennero abbandonate e in parte riutilizzate in epoca moderna come romitaggi di monaci copti. L'abbandono millenario e i danni causati dalla presenza umana hanno spesso reso irriconoscibili le strutture originarie e danneggiato pesantemente, quando non reso illeggibili, scene pittoriche e rilievi parietali.

## Titolare
TA12 era la tomba di:
| Titolare    | Titolo                                  | Necropoli | Dinastia/Periodo | Note             |
| ----------- | --------------------------------------- | --------- | ---------------- | ---------------- |
| Nakhtpaaten | Principe ereditario; Visir; Cancelliere | Amarna    | XVIII dinastia   | area meridionale |

## Biografia
Nessuna notizia biografica è ricavabile dalla tomba amarniana. È tuttavia probabile che Nakhtpaaten sia succeduto a Ramose, titolare della TT55, nella carica da costui ricoperta di visir, a Tebe, nell'ultimo periodo di permanenza della corte di Akhenaton in quella sede prima del definitivo trasferimento ad Akhetaton. Nakhtpaaten sarebbe inoltre rappresentato nella TA9, di Mahu, giacché a lui il comandante della polizia di Akhetaton, accompagnato da un ufficiale inferiore (Heqanefer), presenterebbe tre individui di cui due barbuti con i caratteri tipici con cui venivano rappresentati gli asiatici. L'abitazione di Nakhtpaaten sarebbe inoltre identificabile in quella contrassegnata dalla sigla K.50.1 dell'area meridionale dell'abitato di Akhetaton costituita da sale di ricevimento, da letto, un gabinetto e uffici vari. Architettonicamente, la casa disponeva di una grande loggia con pareti dipinte di bianco e soffitto in blu; centralmente una sala con colonne di circa 8 m2 che presentava su un lato un gradone in muratura (verosimilmente foderato di cuscini a creare un divano). Su una parete scena del re Akhenaton in adorazione dei cartigli di Aton.

## La tomba
La tomba è incompiuta ed è costituita da un'unica sala rettangolare il cui soffitto, se fosse stata ultimata, sarebbe stato sorretto da quattro pilastri di cui tre, in fase di completamento, sorgono dal piano non completamente scavato. Unici reperti, frammenti di testo, molto danneggiati, provenienti dagli stipiti dell'ingresso.

### Annotazioni
1. ↑  Il titolo di Principe ereditario, lungi dall'essere una dichiarazione di effettiva ereditarietà del titolo, veniva spesso assegnato come attestazione di merito.
2. ↑  Il termine viene impropriamente utilizzato, nell'Antico Egitto, per indicare il funzionario più alto in grado della corte, alle dirette dipendenze del re.

### Fonti
1. ↑  Porter e Moss 1968,  parte IV, p. 224.
2. 1 2  Porter e Moss 1968, Parte IV, p. 224.
3. ↑  Reeves 2001, p. 136.
4. ↑  Murnane 1995.
5. ↑  Kemp 2012.
6. ↑  Reeves 2001, p. 126.
7. ↑  Woolley 1922, pp. 48-82.
8. ↑  Porter e Moss 1968, Vol. IV, pp. 224.
9. ↑  Davies 1903, Parte V, Tav. XIV.